# Калінський Микола Миколайович
Микола Миколайович Калінський (рос. Никола́й Никола́евич Кали́нский, нар. 22 вересня 1993, Москва, Росія) — російський футболіст, центральний півзахисник клубу «Парі Нижній Новгород».

## Ігрова кар'єра

### Клубна
З шестирічного віку Микола Калінський почав займатися футболом у школі московського «Локомотива». У сезоні 2011/12 брав участь у молодіжній першості Росії.
Влітку 2013 року футболіст перейшов до клубу «Калуга», що вистпала у Другій лізі. Через рік Калінський проходив оглядини у казанському «Рубіні». Але в результаті повернувся до «Калуги».
У лютому 2015 року футболіст перейшов до складу СКА-Хабаровськ, з яким сезон 2016/17 провів у Прем'єр-лізі. 24 липня 2017 року Калінський дебютував у вищому дивізіоні. Ще три сезони футболіст провів у клубі «Том», з яким також пограв і у ФНЛ і у РПЛ. 
У січні 2020 рок як вільний агент Калінський приєднався до клубу ФНЛ «Парі Нижній Новгород», з яким наступного сезону став призером першості ФНЛ і вийшов до Прем'єр-ліги.

### Збірна
З 2010 по 2011 роки Микола Калінський виступав за юнацькі збірні Росії різних вікових категорій.

## Досягнення
Том
- Бронзовий призер ФНЛ: 2018/19

Нижній Новгород
- Бронзовий призер ФНЛ: 2020/21

## Особисте життя
Микола народився у спортивній родині. Його батько Микола Калінський старший бадмінтоніст, майстер спорту СРСР, начальник збірної Росії з бадмінтону. Молодша сестра Анна - тенісистка.